# U 51 (U-Boot, 1938)
U 51 war ein deutsches U-Boot vom Typ VII B, das im Zweiten Weltkrieg von der Kriegsmarine eingesetzt wurde.

## Geschichte
Der Bauauftrag für das Boot wurde am 21. November 1937 an die Germaniawerft, Kiel vergeben. Die Kiellegung hatte bereits am 26. Februar 1937 stattgefunden. Der Stapellauf erfolgte am 11. Juni 1938, die Indienststellung unter Kapitänleutnant Ernst-Günther Heinicke am 6. August 1938.
Das Boot gehörte bis zum 31. Dezember 1939 als Einsatz- bzw. Frontboot zur U-Flottille „Wegener“ in Kiel. Bei der Neugliederung der U-Flottillen verblieb U 51 ab dem 1. Januar 1940 als Frontboot bei dieser nun in 7. U-Flottille umbenannten Flottille und war in Kiel stationiert. Das Boot verblieb bis zu seiner Versenkung am 20. August bei dieser Flottille.

## Einsatzstatistik
Unter dem Kommando von Dietrich Knorr lief U 51 während seiner Dienstzeit zu vier Unternehmungen aus, auf denen Kapitänleutnant Knorr sechs Schiffe mit einer Gesamttonnage von 31.020 BRT versenkte.

### Erste Unternehmung
Das Boot lief am 15. Januar 1940 um 23.00 Uhr von Kiel aus und am 8. Februar 1940 um 13.15 Uhr in Wilhelmshaven ein. Auf dieser 22 Tage dauernden Unternehmung legte das Boot zirka 3.143 sm zurück. Die Unternehmung führte U 51 in den Nordatlantik. Dort versenkte Kommandant Knorr zwei Schiffe mit 3.143 BRT.
- 22. Januar 1940: Versenkung des schwedischen Motorschiffes Gothia (1640 BRT) (Lage) durch einen Torpedo. Es hatte Sulfate und Papier geladen und befand sich auf dem Weg nach Genua. Es gab zwölf Tote.

- 29. Januar 1940: Versenkung des norwegischen Dampfers Eika (1503 BRT) (Lage) durch einen Torpedo. Er hatte Salz geladen und befand sich auf dem Weg von Torrevieja nach Ålesund. Es gab 14 Tote und zwei Überlebende.

### Zweite Unternehmung
Das Boot lief am 11. März 1940 um 14.40 Uhr von Wilhelmshaven aus und am 22. April 1940 um 23.28 Uhr in Kiel ein. Auf dieser 43 Tage dauernden und zirka 5400 sm langen Unternehmung in der Nordsee, bei den Shetlandinseln, bei den Orkneys und beim Unternehmen Weserübung im Westfjord wurden keine Schiffe versenkt oder beschädigt.

### Dritte Unternehmung
Das Boot lief am 6. Juni 1940 um 22.00 Uhr von Kiel aus und am 5. Juli 1940 um 12.00 Uhr wieder dort ein. Auf dieser 28 Tage dauernden und zirka 5.400 sm langen Unternehmung westlich des Ärmelkanals und in der Biskaya wurden drei Schiffe mit 22.268 BRT versenkt.
- 25. Juni 1940: Versenkung des britischen Dampfers Windsorwood (5395 BRT) (Lage) durch zwei Torpedos. Er hatte 7100 t Kohle geladen und befand sich auf dem Weg von Tyne nach Freetown. Das Schiff gehörte zum Konvoi OA-172 mit 56 Schiffen. Es gab keine Toten, 40 Überlebende.

- 25. Juni 1940: Versenkung des britischen Tankers Saranac (12.049 BRT) (Lage) durch Artillerie und einen Torpedo. Er fuhr in Ballast und war auf dem Weg von Fawley nach Aruba. Das Schiff gehörte zum Konvoi OA-172. Es gab vier Tote und 40 Überlebende.

- 29. Juni 1940: Versenkung des britischen U-Boot-Versorgungsschiffs HMS Edgehill (4724 BRT) (Lage) durch drei Torpedos. Es gab 15 Tote und 24 Überlebende.

### Vierte Unternehmung
Das Boot lief am 9. August 1940 um 15.30 Uhr von Kiel aus und wurde am 20. August 1940 in der Biskaya versenkt. Auf dieser elf Tage dauernden Unternehmung westlich des Ärmelkanals und in der Biskaya wurde ein Schiff mit 5709 BRT versenkt.
- 15. August 1940: Versenkung der britischen Tankers Sylvafield (5709 BRT) (Lage) durch einen Torpedo. Er hatte 7.860 t Heizöl geladen und war auf dem Weg von Curaçao über Halifax nach Glasgow. Das Schiff war ein Nachzügler des Konvois HX-62 mit 77 Schiffen. Es gab drei Tote und 36 Überlebende.

## Verbleib
Am 16. August 1940 wurde U 51 von einem Flugboot vom Typ Short Sunderland der 210. Squadron, 15. (General Reconnaissance) Group, des Coastal Command der Royal Air Force mit Wasserbomben angegriffen. Öl und Luftblasen stiegen an die Wasseroberfläche und die alliierten Kräfte glaubten, das Boot versenkt zu haben. U 51 überstand den Angriff allerdings, wenn auch schwer beschädigt. Das Boot wurde vier Tage später, auf dem Rückweg zur Basis in Lorient, vom britischen U-Boot HMS Cachalot gesichtet, das sich auf der Rückfahrt von einer Minenunternehmung südlich von Penmarch befand. U 51 wurde westlich von Nantes torpediert und auf der Position 47° 6′ N, 4° 51′ W im Marine-Planquadrat BF 5527 versenkt. Alle 43 Besatzungsmitglieder fanden dabei den Tod.